# 奧查德格拉斯希爾斯 (肯塔基州)
奧查德格拉斯希爾斯（英語：Orcahrd Grass Hills）是一個位於美國肯塔基州奧爾德姆縣的城市。

## 地方資料
根據2020年美國人口普查的數據，奧查德格拉斯希爾斯的面積為1.01平方千米，當中陸地面積為1.01平方千米，而水域面積為0.00平方千米。當地共有人口1536人，而人口密度為每平方千米1,520.79人。